# Campeonato Carioca de Futebol de 1914
O Campeonato Carioca de Futebol de 1914 foi o décimo campeonato de futebol do Rio de Janeiro. A competição foi organizada pela Liga Metropolitana de Sports Athleticos (LMSA). O Flamengo somou mais pontos e sagrou-se campeão carioca pela primeira vez.

## Primeira divisão

### Clubes participantes
Esses foram os clubes participantes:
- América Football Club, do bairro da Tijuca, Rio de Janeiro
- Botafogo Football Club, do bairro de Botafogo, Rio de Janeiro
- Club de Regatas do Flamengo, do bairro do Flamengo, Rio de Janeiro
- Fluminense Football Club, do bairro das Laranjeiras, Rio de Janeiro
- Paysandu Cricket Club, do bairro do Flamengo, Rio de Janeiro
- Rio Cricket and Athletic Association, do bairro de Praia Grande, Niterói
- São Christóvão Athletico Club, do bairro de São Cristóvão, Rio de Janeiro

### Classificação final
| Classificação | Classificação  | Classificação | Classificação | Classificação | Classificação | Classificação | Classificação | Classificação | Classificação |
| Pos           | Time           | PG            | J             | V             | E             | D             | GP            | GS            | SG            |
| ------------- | -------------- | ------------- | ------------- | ------------- | ------------- | ------------- | ------------- | ------------- | ------------- |
| 1             | Flamengo       | 19            | 12            | 8             | 3             | 1             | 24            | 15            | +9            |
| 2             | America        | 17            | 12            | 8             | 1             | 3             | 30            | 10            | +20           |
|               | Botafogo       | 17            | 12            | 7             | 3             | 2             | 24            | 12            | +12           |
| 4             | Fluminense     | 16            | 12            | 7             | 2             | 3             | 36            | 17            | +19           |
| 5             | Rio Cricket    | 6             | 12            | 3             | 0             | 9             | 25            | 35            | -10           |
| 6             | São Christóvão | 5             | 12            | 1             | 3             | 8             | 15            | 41            | -26           |
| 7             | Paysandu       | 4             | 12            | 1             | 2             | 9             | 12            | 36            | -24           |

### Ficha técnica da partida do título
Partida válida pela penúltima rodada. O Fluminense precisava ganhar o clássico e torcer contra o Flamengo na última rodada, mas com essa vitória o Flamengo sagrou-se campeão carioca de 1914 por antecipação, no dia de seu aniversário.
| 15 de novembro de 1914 | Flamengo                  | 2 – 1 | Fluminense | Estádio de General Severiano, Rio de Janeiro  |
|                        | Alberto Borgerth · Riemer |       | Oswaldo    | Público: não divulgado Árbitro: Sidney Pullen |

| Flamengo | Fluminense |

|                 |   |                  |  |
|                 |   |                  |  |
| G               | 1 | Baena            |  |
| Z               | ' | Píndaro          |  |
| Z               | ' | Nery             |  |
| M               | ' | Ângelo           |  |
| M               | ' | Miguel           |  |
| M               | ' | Galo             |  |
| PD              | ' | Arnaldo          |  |
| A               | ' | Alberto Borgerth |  |
| A               | ' | Orlando Bahiano  |  |
| A               | ' | Riemer           |  |
| PE              | ' | Raul             |  |
| Treinador:      |   |                  |  |
| Ground Commitee |   |                  |  |

|                 |   |                |  |
|                 |   |                |  |
| G               | 1 | Marcos         |  |
| Z               | ' | Vidal          |  |
| Z               | ' | Cardoso        |  |
| M               | ' | Mayes          |  |
| M               | ' | Fábio          |  |
| M               | ' | Pernambuco     |  |
| M               | ' | Oswaldo        |  |
| M               | ' | Bartô          |  |
| A               | ' | Welfare        |  |
| A               | ' | Carlos Alberto |  |
| A               | ' | Ernani         |  |
| Treinador:      |   |                |  |
| Ground Commitee |   |                |  |

### Premiação

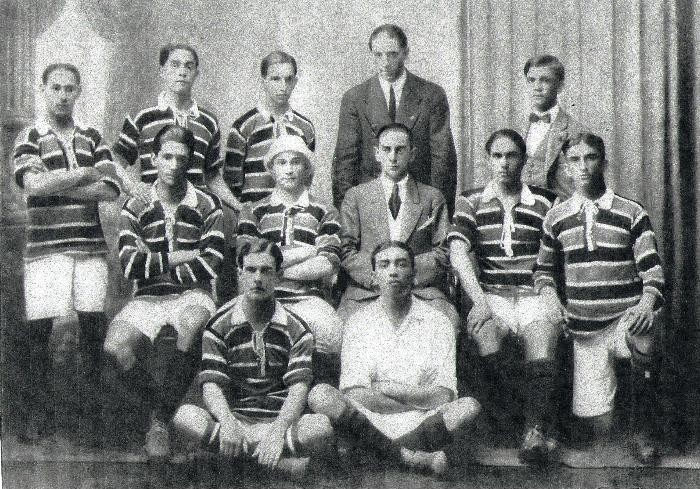
Jogadores do Flamengo que se sagraram campeões cariocas de 1914.

| Campeonato Carioca de 1914   |
| Rio de Janeiro               |
| ---------------------------- |
| FLAMENGO Campeão (1º título) |

## Segunda Divisão

### Prova eliminatória
Seria uma partida entre o último colocado da 1ª divisão (Paysandu) e o campeão da 2ª divisão (Bangu), mas não foi realizado, pois o Paysandu desistiu do confronto. Mesmo assim, não perdeu por wo e o Bangu foi classificado para a 1ª divisão do campeonato de 1915.

## Estatísticas

### Artilharia
| Jogador        | Time       | Gol(o)s |
| -------------- | ---------- | ------- |
| Welfare        | Fluminense | 14      |
| Bartho         | Fluminense | 10      |
| Riemer         | Flamengo   | 8       |
| Ojeda          | America FC | 8       |
| Carlos Alberto | Fluminense | 8       |